# Llandovery Castle
Kasteel Llandovery is een ruïne in het plaatsje Llandovery, Carmarthenshire, Wales. Het is gebouwd op een strategische heuvel uitkijken over de rivier de Brân.
De Normandiërs begonnen met de bouw van het kasteel in 1166. Kort daarna werd het aangevallen en gedeeltelijk vernietigd door 
Gruffydd ap Rhys. Het kasteel bleef wel in Normandische handen totdat Rhys ap Gruffydd, de jongste zoon van Gruffydd ap Rhys, het in 1158 veroverde.
In 1277 viel het onder Eduard I in Engelse handen. In 1282 werd het kortstondig veroverd door Welshe troepen onder aanvoering van Llywelyn Ein Llyw Olaf.
Na de gedeeltelijke vernietiging tijdens de Welshe opstand van Owain Glyndŵr in 1403 raakte het kasteel in verval. 